# Prismatopus aculeatus
Prismatopus aculeatus is een krabbensoort uit de familie van de Majidae. De wetenschappelijke naam van de soort werd in 1834 voor het eerst geldig gepubliceerd door Henri Milne-Edwards.